# 富士重本
富士 重本（ふじ しげもと、文政9年（1826年）- 明治30年（1897年）4月9日）は、富士山本宮浅間大社の神職で、富士氏当主。通称は亦八郎。駿州赤心隊隊長。

## 生涯

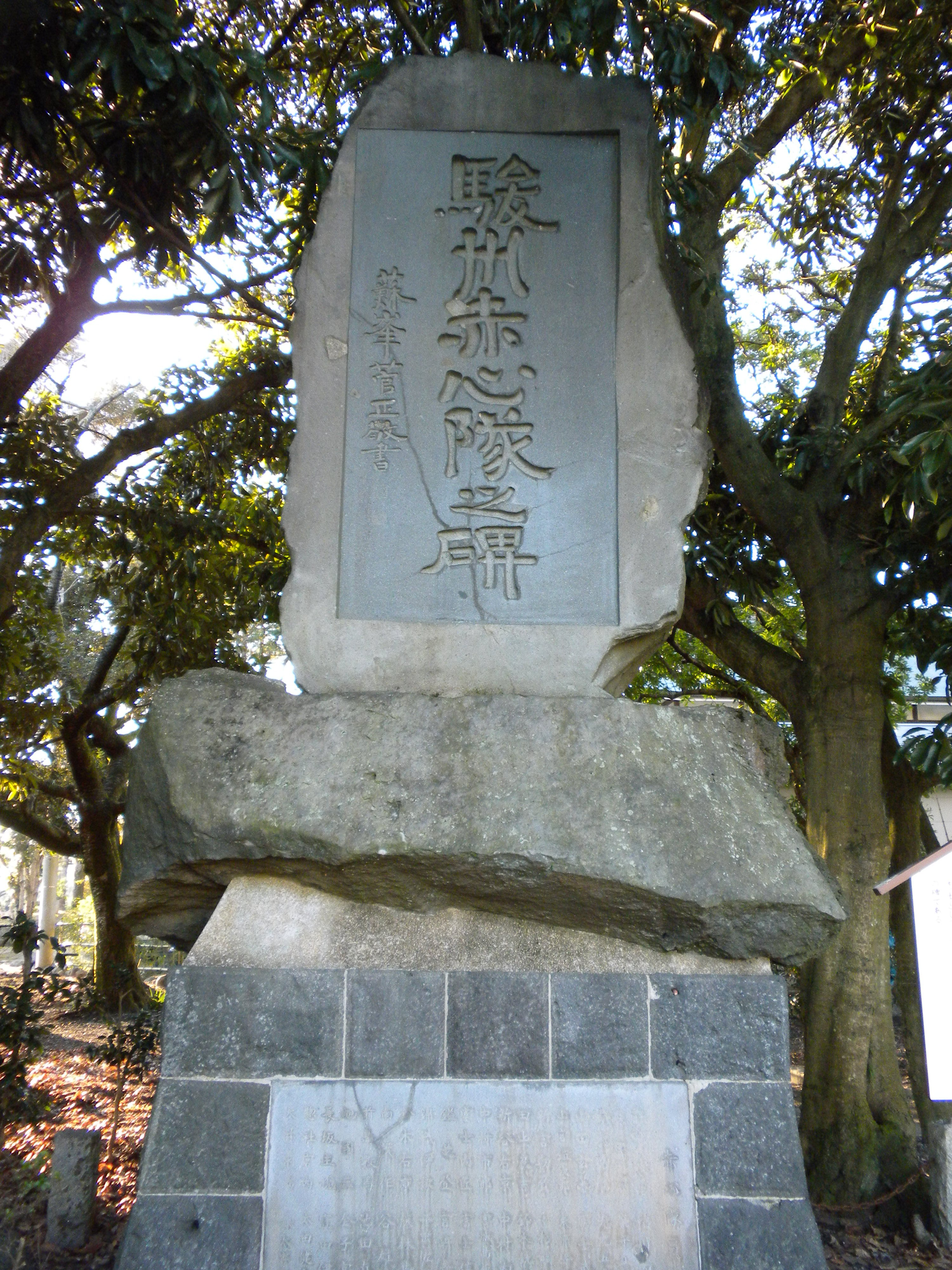
駿州赤心隊之碑（浅間大社境内）

富士氏当主としては四十四代目にあたる。有栖川宮熾仁親王に随従し、官軍として「駿州赤心隊」を組織し同隊長となった。新選組永倉新八の友人芳賀敬太郎（宜道）は義弟だったが、故あって隊士と討ち果たしている。戊辰戦争・上野戦争・箱館戦争に参加し、兵部省や陸軍省に勤務した。
明治維新後に静岡藩が設置され徳川慶喜が入ると、徳川方の旧幕臣の多くも同行し静岡藩入りすることとなる。しかし旧幕臣から見れば新政府方についた重本は敵方に該当するため、重本の故郷である大宮では旧幕臣による反発で不穏な動きが相次いだ。富士大宮司の家などが焼き討ちにあい略奪を受けるなどしたため、重本は故郷に帰ることは叶わなかった。その結果、富士家の大宮司としての継続は困難となり、神職から富士家は退くこととなった。その後は東京に残り招魂社（現在の靖国神社）の神職となり、東京府麹町区（現在の東京都千代田区）の区長を務めるなどし、生涯を終えた。